# 2019冠狀病毒病韓國疫情
2019冠狀病毒病韓國疫情（韩语：／），介紹2019冠狀病毒病疫情中大韓民國的情況。该病疫情最早于2019年底在中国湖北省武漢市爆發，2020年1月20日韩国出現首宗確診病例，其后一个月有少量患者确诊，2月19日有19确诊病例，2月20日有58、或70确诊病例。根據韓國疾病管理本部（KCDC）的數據，到2020年2月21日，總共346例確診病例，其突然跳升主要歸因於“31號患者”，他參加了在大邱廣域市的新天地教會舉行的聚會。
由於擔心進一步的傳染，受影響城市的民眾集會被取消，在大邱約300名士兵被隔離。 2020年2月4日，為了幫助預防該疾病的傳播，韓國開始拒絕從中國湖北省旅行的外國人入境。
到2020年4月9日，韓國有約10,423例病例和204例死亡，已接受測試的人超過494,711人，病死率為1.95％，低於世界衛生組織的全球病死率4.34％。
韓國與台灣和越南 同時推出了被認為是世界上規模最大，組織最完善的流行病控制計劃之一。 已經採取了各種措施來對人群進行大規模測試，以檢測該病毒，並隔離所有感染者，並跟踪和隔離檢疫與他們接觸的人，而無需進一步封鎖。 韓國已進行了快速而廣泛的測試，成功地限制了疫情的傳播，而沒有採取嚴厲的措施封鎖整個城市。儘管採取了這些非常成功的措施，但是，從2020年8月開始，新感染的數量顯著增加，並且與首爾大都會地區的新教教堂相關連。
從2023年1月30日起，南韓所有室内场所均取消強制口罩令，公共交通、醫院等感染高危場所除外，從義務轉換為建議佩戴。2023年3月20日解除搭乘大眾交通工具時，必須要戴上口罩的規定。2023年5月11日，韩国总统尹锡悦宣布，将新冠传染病危机管理级别从“严重”下调至“警惕”，意味其降級为地方性流行病。

## 疾病名稱
韩国官方将此疾病命名為「新型冠狀病毒感染症」（全稱：：／），韓國媒體則用「新型冠狀病毒」或「冠狀19」来称呼。而「武漢肺炎」（：／）则是在疫情初期使用，世界卫生组织发布其病毒正式名称以后，此称呼不再使用。

## 病例概况
| 地區         | 確診人數 | 死亡人數 | 留院人數 | 出院人數 | 備註                                | 參考資料                                  |
| ------------ | -------- | -------- | -------- | -------- | ----------------------------------- | ----------------------------------------- |
| 合計（全体） | 164,028  | 2,034    | 10,071   | 151,923  | [ 24 ]                              | [ 25 ] [ 26 ] [ 27 ]                      |
| 首爾         | 53,074   | 518      | 4,490    | 48,066   |                                     |                                           |
| 釜山         | 6,478    | 126      | 338      | 6,014    |                                     | [ 28 ]                                    |
| 大邱         | 10,667   | 222      | 94       | 10,351   | 大邱保健所所長、警官新天地教徒各1名 | [ 29 ] [ 30 ] [ 31 ] [ 32 ] [ 33 ] [ 34 ] |
| 仁川         | 7,040    | 61       | 349      | 6,630    |                                     |                                           |
| 光州         | 2,976    | 24       | 56       | 2,896    | 7名新天地教徒                       |                                           |
| 大田         | 2,840    | 27       | 271      | 2,542    |                                     |                                           |
| 蔚山         | 2,865    | 40       | 54       | 2,771    |                                     |                                           |
| 世宗         | 593      | 1        | 41       | 551      |                                     |                                           |
| 京畿道       | 46,263   | 659      | 3,100    | 42,504   | 1名外國患者死亡                     |                                           |
| 江原道       | 3,657    | 53       | 143      | 3,461    | 春川市2名、三陟市1名、束草市2名     |                                           |
| 忠清北道     | 3,343    | 71       | 61       | 3,211    |                                     |                                           |
| 忠清南道     | 3,988    | 43       | 233      | 3,712    |                                     |                                           |
| 全羅北道     | 2,408    | 59       | 72       | 2,277    |                                     |                                           |
| 全羅南道     | 1,693    | 17       | 100      | 1,576    |                                     |                                           |
| 慶尚北道     | 5,008    | 86       | 86       | 4,836    |                                     |                                           |
| 慶尚南道     | 5,361    | 21       | 164      | 5,176    |                                     |                                           |
| 濟州         | 1,321    | 1        | 70       | 1,250    |                                     |                                           |
| 境外移入     | 4,453    | 5        | 349      | 4,099    | 隔離檢疫中                          |                                           |

| 分類                 | 分類               | 確診人數 | 死亡人數 | 留院人數 | 出院人數 |
| -------------------- | ------------------ | -------- | -------- | -------- | -------- |
| 與新天地耶穌教會有關 | 大邱               | 1356     | 3        | -        | -        |
| 與新天地耶穌教會有關 | 慶尚北道           | 333      | -        | -        | -        |
| 與新天地耶穌教會有關 | 慶尚南道           | 19       | -        | -        | -        |
| 與新天地耶穌教會有關 | 京畿道             | 13       | -        | -        | -        |
| 與新天地耶穌教會有關 | 釜山               | 8        | -        | -        | -        |
| 與新天地耶穌教會有關 | 蔚山               | 8        |          |          |          |
| 與新天地耶穌教會有關 | 光州               | 7        | -        | -        | -        |
| 與新天地耶穌教會有關 | 首爾               | 4        | -        | -        | -        |
| 與新天地耶穌教會有關 | 忠清北道           | 4        | -        | -        | -        |
| 與新天地耶穌教會有關 | 江原道             | 3        |          |          |          |
| 與新天地耶穌教會有關 | 世宗               | 1        |          |          |          |
| 小計                 | 小計               | 1557     | 1        |          |          |
| 與清道大南醫院有關   | 與清道大南醫院有關 | 119      | 6        | -        | -        |
| 海外宗教朝聖團       | 海外宗教朝聖團     | 33       | -        | -        | -        |
| 其他                 | 其他               | 1222     | 2        | -        | -        |
| 合計                 | 合計               | 2931     | 16       |          |          |

## 確診個案

### 個案詳細資料

#### 2020年
一名曾于2019年12月到访武漢市的中華人民共和國籍女子返回韩国后出現肺炎症狀，於1月初前往醫院求診，被医院作为疑似病例向韩国疾病管理本部报告。1月11日，疾病管理本部调查后称，该例肺炎与武汉的不明原因肺炎病原体无关。
1月20日，韓國出現首宗確診病例，患者為一名來自武漢的35歲中國籍女子，19日在仁川國際機場入境時因高燒等症狀被隔離，之後確診。她未去過武漢的街市（含華南海鮮市場）或接觸野味，18日已出現發熱。 1月21日，韩国疾病管理本部报告称，该患者病情好转，没有肺炎症状。
韩国疾控部门20日将传染病灾难危机预警级别由“关心”提高到“注意”。防疫人员称，对体温超过37.5度或有呼吸道疾病症状的旅客将另外确认健康状态和接触病例与否，综合考量居留、访问地点等流行病学信息后隔离疑似感染者。
韩国疾病管理本部22日称，今天新报告的4例疑似嚴重急性呼吸綜合症冠狀病毒2型肺炎患者的检测结果全部呈阴性，检测结果呈阴性说明这4人与嚴重急性呼吸綜合症冠狀病毒2型肺炎无关。4人中3人与确诊患者有过接触，其余1人主动向韩国卫生部门报告。截至22日，韩国有1例确诊病例，该患者在指定医疗机构接受隔离治疗，状态比较稳定。至此韩国10例新型肺炎疑似病例全部解除隔离。
1月24日，疾病管理本部通報第2宗確診個案。55歲韓國籍男性，在中國武漢工作，10日起出現感冒症狀，19日去武漢醫院檢查，22日離開武漢，自上海乘飛機抵達首爾金浦機場後被觀察，23日確認感染。此個案同時是首宗韓國籍人士感染。
1月26日，通報再多1宗確診個案，累計個案增至3宗。54歲韓國籍男性，住在中國武漢，20日回國無症狀，22日出現溫熱、發冷等症狀，25日咳嗽有痰後報告疾病管理本部，隨即被隔離收治。26日確診。
1月27日，通報再多1宗確診個案，累計個案增至4宗。55歲韓國籍男性，曾訪問中國武漢，20日回國，21日有感冒症狀就醫，25日發熱、肌肉酸痛再次就醫，26日作為懷疑個案被隔離收治，27日確診。
1月30日，通報再多2宗確診個案，累計個案增至6宗。其中1人是32歲韓國籍男性，24日從中國武漢回國；另一人是56歲韓國籍男性，曾與第3宗個案接觸。
1月31日，通報再多1宗確診個案，累計個案增至7宗。28歲韓國籍男性，從武漢經青島飛抵仁川機場，航班號青島航空QW9901。26日咳嗽，28日有感冒症狀，29日加劇，30日晚間確診。
同日下午，通報再多4宗確診個案，累計個案增至11宗。其中一人是62歲女性，曾訪問中國武漢，和第7宗個案都是乘23日QW9901抵達韓國；剩下3人，1人是第5宗的接觸者，另2人是第6宗家屬。
2月1日，通報再多1宗確診個案，累計個案增至12宗。49歲中華人民共和國籍女性，曾訪問日本做導遊，1月19日經首爾金浦機場入境，曾密切接觸日本確診病例。
2月2日，通報再多3宗確診個案，累計個案增至15宗。第13例患者是上月31日從武漢回國的僑民，正在國立中央醫療院接受隔離治療。第14例患者是一名40歲中國女子，她是第12例患者的家屬。第15例患者是一名43歲韓國男子，20日從武漢回來後被列為觀察病例。
韓國聯合通訊社首爾2月4日電韓國中央事故處理本部4日表示，當天韓國新增1例感染嚴重急性呼吸綜合症冠狀病毒2型的確診病例，累計報告確診病例16例。中央事故處理本部和中央防疫對策本部表示，該病例為一名43歲韓國女性，上月19日從泰國回國，當天被確診感染嚴重急性呼吸綜合症冠狀病毒2型。
2月5日，通報再多2宗確診個案，累計個案增至18宗。其中一人是38歲男性，1月18-24日訪問新加坡參加會議，其後得知與會者有人被確診感染嚴重急性呼吸綜合症冠狀病毒2型，2月4日接受檢查確診；另外一人是第16宗的女兒，21歲。
同日晚間，通報再多1宗確診個案，累計個案增至19宗。36歲韓國男性，1月18-23日訪問新加坡，和第17宗參加同一國際會議，其後得知馬來西亞籍與會者確診感染嚴重急性呼吸綜合症冠狀病毒2型，2月4日在家隔離，得知第17宗確診後接受檢查，確診。
韓聯社首爾2月6日電韓國中央防疫對策本部6日通報，國內新增4例感染嚴重急性呼吸綜合症冠狀病毒2型確診病例，有3例為此前確診病例的接觸者或家屬，均為韓國人，另1人為赴韓旅遊的中國大陸人。其中第22例病例是46歲韓國籍男性，其妻是第16例感染者，上月曾赴泰國，回國後確診，其女兒也在5日被確診感染，是第18例患者；第23例病例是中國籍58歲女性，1月23日赴韓旅遊，在被查出有發燒症狀，之後確診感染嚴重急性呼吸綜合症冠狀病毒2型，該病例將被收治于國家定點醫院。累計報告確診病例23例。
2月7日，通報再多1宗確診個案，累計個案增至24宗。1月31日撤出之僑民最初檢測呈陰性，但之後出現感染症狀，再次檢測呈陽性。
2月9日，韓國衛生當局週日證實，又有1例新的冠狀病毒感染病例，使總數達到25例。韓國疾病預防控制中心（KCDC）說，第25例是一名73歲的韓國婦女，她的家人從11月至1月31日訪問了中國大陸廣東省，該病毒的感染性呈陽性。
韓聯社2月11日電韓國中央防疫對策本部11日表示，韓國當天出現第28例嚴重急性呼吸綜合症冠狀病毒2型感染病例。第26例51歲韓國男子和第27例34韓國女子為第25例的兒子和媳婦，兩人從2019年11月到2020年1月31日去過廣東省。第28例是一名30歲的中國女性，系韓國第3例病例（54歲韓國男性）的友人，在隔離期間接受檢測並於當天確診，目前正在定點醫院京畿道明知醫院接受治療。
2月16日，韓國新增1例確診，累計增至29例，第29例病患近日沒有中國旅遊史，也沒接觸過確診病患，有民眾擔憂疫情已擴散到社區，韓國中央防疫對策本部今在記者會上表示，考慮對所有醫院內的肺炎病患進行嚴重急性呼吸綜合症冠狀病毒2型的檢測，並爭取早日實施，以加強監控防疫。
2月17日，韓國再增一起確診病例，為第29例確診患者的妻子。報導指出該名患者的丈夫是82歲確診病患，兩人最近都不曾出國旅遊，也沒有與其他確診患者接觸，感染途徑尚不明確。韓國目前累計確診病例達30人。
2月18日，中央防疫對策本部表示，當天上午確認，沒有海外旅遊史的61歲韓國大邱女性是國內第31位患者(#31)。至此，韓國確診患者增至31人。第31名患者不是現有確診患者的接觸者。防疫當局正在對第31名患者的感染途徑和接觸者進行調查。
2月19日，中央防疫對策本部表示，今日增加20個案例，韓國累計為51例。有15名案例與第31號患者有關，其中有14名和第31號患者同為新天地教會教徒。分別為24歲大邱中區男性(#34)和26歲大邱南區患者(#35)，48歲大邱南區男性(#36)，28歲大邱南區女性(#42)，58歲大邱達西區女性(#43)，45歲大邱達西區女性(#44)，53歲大邱達城郡女性(#45)。第33號案例，40歲大邱中區女性，是新韓醫院體檢中心職員，與31號患者有接觸關係。該女性從本月16日開始出現發熱和身體不適症狀。第38號患者，56歲大邱南區女性，2月15日已經求診，今日判為陽性反應。第46號患者，27歲大邱達西區男性，在W醫院工作，在大邱醫療院隔離期間確診。慶尚北道清道郡政府19日透露，清道大南醫院2名50多歲男性患者於當晚9時30分左右確診。兩人去過第31例曾到訪的酒店。2月19日韓國累計人數為53人。
2月20日，韓國中央防疫對策本部20日通報，截至當天上午9時，韓國新增31例嚴重急性呼吸綜合症冠狀病毒2型（COVID-19）感染病例，累計確診病例達82例。新增的31例病例中，30例來自慶尚北道和大邱市，1例來自首爾。在大邱和慶北地區出現的30例中有23人與第31例（61歲韓國女性）病例常去的教堂（新天地耶穌教會）有關，另外2人在慶北清道郡的一家醫療機構確診，其餘5例的情況正在了解當中。由此，與第31例有關的確診病例增至37例，慶尚北道和大邱市累計確診48例。韓國共累計82例。
同日下午5點，新聞發布速報表示下午新增22名新案例，韓國案例累計為104名。並且確診病例中有1名死亡。韓國截至2月20日下午5點為止，有104名案例，其中1名不幸死亡。死者為長期住院的65歲韓國男子，從10歲起罹患思覺失調症，在清道大南醫院接受住院治療，最近因高燒在治療過程中於19日病逝，政府中斷了葬禮儀式，進行檢查，20日下午檢測結果為陽性。
同日晚間，根據全羅北道保健當局透露，居住在金堤的28歲男性，從19日開始咳嗽並出現口痰症狀後，在全州市保健診所選擇診療所進行檢查，結果被判定爲陽性，被全北醫院隔離。4名家人也出現症狀並進行隔離。7日至9日，這位全北男性曾在大邱東城路和北城路一帶進行三天的旅行。
2月21日，韓國中央防疫對策本部21日通報，截至上午9點，韓國較20日下午4點新增52例感染嚴重急性呼吸綜合症冠狀病毒2型（COVID-19）確診病例，累計確診增至156例。新增的52例中，41例發生在大邱和慶尚北道地區，其中39例與新天地大邱教會有關。韓國中央防疫對策本部21日通報截至下午4點，韓國較當天上午新增48例感染嚴重急性呼吸綜合症冠狀病毒2型（COVID-19）確診病例，累計確診增至204例，僅一天累計新增100例。下午新增的48例中，46例與新天地大邱教會有關，其中42個病例發生在大邱市，在首爾市、慶尚南道和光州市分別出現1例、2例和1例病例。除此之外與新天地教會無關的2個病例分別來自首爾和京畿道。
2月22日，韓聯社早上報道，新增142宗確診個案。同日下午報道，再新增87宗確診個案，其中有1名死亡。累計433宗，3人死亡。至此17個一級行政區已全部有確診個案。
2月23日，韩国中央防疫对策本部通报，截至当天上午9时，韩国新增123例嚴重特殊傳染性肺炎确诊病例，累计确诊病例达556例，并出现第四例嚴重特殊傳染性肺炎死亡病例。韓國中央防疫對策本部23日通報截至下午4點，新增46例感染嚴重急性呼吸綜合症冠狀病毒2型（COVID-19）確診病例，累計確診增至602例。
2月24日，韓國中央防疫對策本部通報，截至當天上午9點，韓國較23日下午4點新增161例感染嚴重急性呼吸綜合症冠狀病毒2型（COVID-19）的確診病例，累計763例，新增1例死亡病例，累計7例。其中確診的161人中有129人與新天地大邱教會有關，其餘32人感染途徑有待調查。同日，据韩国卫生部门消息，截至当地时间24日16时，韩国新增70例嚴重特殊傳染性肺炎确诊病例，累计确诊病例达833例，其中死亡7人。在最新确诊的70名病例中，41人来自大邱，釜山及庆尚北道各12人，京畿道2人，首尔、蔚山、大田各新增1名确诊病例。另据大韩民国国防部消息，韩国國軍现役军人感染者总数也已升至13人。
2月25日，韓國中央防疫對策本部通報，截至當天上午9時，韓國較前一天下午4時新增60例感染嚴重急性呼吸綜合症冠狀病毒2型（COVID-19）的確診病例，累計確診893例。60例新增病例中，大邱市和慶尚北道（大邱16人、慶北33人）49例，其餘分別為京畿道（5人）、釜山市（3人）、首爾市（2人）、慶尚南道（1人）。同日，韓國中央防疫對策本部通報，截至當天下午4時，韓國較前一天下午4時新增144例感染嚴重急性呼吸綜合症冠狀病毒2型（COVID-19）的確診病例，累計確診977例。
2月26日，韩国中央防疫对策本部通报，截至当地时间2月26日上午9时，韩国较前一天下午4时新增169例嚴重特殊傳染性肺炎确诊病例，累计确诊病例达1146例。同日，韩国疾病管理本部最新通报称，当地时间2月26日9时至16时，韩国新增115例嚴重特殊傳染性肺炎确诊病例，累计确诊1261例，累计死亡12人。
2月27日，韓國中央防疫對策本部通報，截至當天上午9時，韓國較前一天下午4時新增334例嚴重急性呼吸綜合症冠狀病毒2型（COVID-19）確診病例，累計增至1595例。新增的334例中，大邱市和慶尚北道311例、首爾市6例、大田市3例、蔚山市2例、京畿道4例、忠清北道2例、忠清南道4例、慶尚南道2例。大邱和慶北累計確診1338例。
同日，韩国中央防疫对策本部通报，截至当地时间当天下午4时，韩国较当天上午9时新增171例嚴重特殊傳染性肺炎确诊病例，累计确诊病例达1766例。与前一天下午4时相比，一天内增加病例505例。
2月28日，韓國中央防疫對策本部通報，截至當天上午9時，韓國較前一天下午4時新增256例嚴重急性呼吸綜合症冠狀病毒2型（COVID-19）確診病例，累計確診增至2022例。新增的256例中，大邱市和慶尚北道231例、首爾市6例、釜山市2例、仁川市1例、大田市4例、京畿道4例、忠清北道1例、忠清南道4例、慶尚南道3例。
2月29日，韓國中央防疫對策本部29日通報，截至當天上午9時，韓國較前一天下午4時新增594例嚴重急性呼吸綜合症冠狀病毒2型（COVID-19）確診病例，累計確診增至2931例。新增的594例中，大邱市476例、慶尚北道60例，首爾市12例、釜山市12例、仁川市2例、蔚山市3例、京畿道4例、忠清北道1例、忠清南道13例、全羅南道1例、慶尚南道10例。
3月11日，韩国疾病管理本部通報，3月10日0时至11日0时，韩国新增242例嚴重特殊傳染性肺炎病例，累计确诊病例数增至7755例。新增病例中，131例发生在大邱市，18例发生在庆尚北道。首尔市累计确诊病例增至193例，已成为大邱市和庆尚北道之外韩国境内感染人数最多的地区。首尔市九老区的某保险公司客服中心出現聚集性感染事件，与该客服中心有关联的确诊患者达93人，其中65人居住在首尔。
3月21日下午，韓國疾病管理本部表示，有一名哥倫比亞來人3月19日經由仁川機場抵達韓國，21日在光州經診斷確診，成為韓國第一位南美洲境外移入案例。他表示抵達韓國之前經過紐約、台灣。
5月8日，韓國疾病管理本部表示，當日午夜起新增13宗確診病例，與首爾梨泰院夜店群組有關。夜店群組首名患者是29歲，曾經在今個月1日深夜，到首爾市梨泰院5間夜店消遣時，與多人接觸，當時社交距離嚴守期仍然生效。當局於5月14日呼籲到過梨泰院娛樂設施的民眾盡快接受檢測，否則會被罰款200萬韓元。 而仁川某补习班一名25岁的教师也于9日确诊。该教师此前曾两次前往梨泰院夜店，但在接受防疫部门调查时，不仅自称无业，还隐瞒行程继续上课，造成21人被感染，包括11名学生，以及家长、同事等。另外一对来自中国的夫妇（53岁男性和48岁女性）使用过该教师乘坐的出租车后，也不幸被感染。防疫部門認為病毒源頭可能來自歐美，因為群組內超過150名感染者，病毒基因排序一致，而且與近期歐美輸入病例屬同一類型，因此估計當中本地感染者，較大可能是被歐美入境者傳染。截至5月24日，梨泰院夜店集体感染事件总确诊人数升至225例。
5月21日，因有患者曾到過當地流行的「投幣式卡拉OK房間」，防疫部門計劃頒布行政命令，要求有關場所關閉兩星期。
5月25日，京畿道富川市的某电商生鲜食品物流仓库出现1例确诊病例，此后相关确诊人数持续增加，成为又一聚集性感染个案。在5月27日零时至28日零时韩国新增的79例确诊病例中，有46例与某电商生鲜食品物流仓库的聚集性感染有关。
5月29日，因在仁川市桂阳区居住的白石小学23岁女教师被确诊感染冠状病毒病，白石小学及其校内并设的幼儿园即日起全部停课。
6月1日，南韓新增35宗新型肺炎確診病例，新增患者大部分是首都圈地區教會的集體感染，當局要求宗教組織，嚴格遵守防疫規定。
6月7日，一名曾在5日到首尔樂天世界游玩的高中生，经檢測證實確診。随后樂天世界宣布停業兩天清潔消毒，于9日重开。患者就讀的高中由8日起關閉3天，改為網上授課。
8月中旬，首爾「愛心第一教會」爆發聚集性疫情，累計確診病例有1,152宗，教會領袖亦受感染，群組已蔓延至醫療機構、學校等25處設施，光化門集會群組累計369人感染。另外首爾兩家醫院、京畿道的酒吧與兒童圖書公司、以及清南道的一間泡菜工廠，亦出現群組感染。
。
12月12日，南韓新增950宗確診個案，是當地爆發疫情以來單日新增最多確診個案，較2月底時的最高紀錄多41宗。
12月13日，南韓新增1,030宗確診個案，是當地爆發疫情以來單日新增最多確診個案，並首次單日突破1,000宗，但前一日的檢測數量較平日少14,000份。首都圈教會及療養設施再次出現大模集體感染，補習班、食肆、親友聚會以及軍營的疫情也迅速蔓延，政府認為上調防疫響應級別在所難免。
12月31日，首尔东部看守所發生群聚性感染，導致韓國服刑场所累计确诊新冠病例達968例。

#### 2021年
1月1日，南韓新增1,029宗確診個案，首爾東部看守所等感染群組繼續擴大，增至945人確診。

#### 2022年
5月10日，韓國新增5例從美國输入的Omicron（BA.2.12.1）病毒。
5月17日，据韩国首次检出新冠病毒Omicron株BA.4和BA.5感染病例，BA.2.12.1感染病例已达19例。
从9月3日0时起，所有乘飞机、船舶抵达韩国的旅客均无需提交核酸检测报告。10月31日起韓國不再每日發布疫情數據的新聞稿，只會在疾病管理廳官網發布。11月1日起韓國將重新開放旅客免簽入境。

#### 2023年
8月第二周，韩国日均重症病例环比增长21.5%至215例，全周死亡病例环比激增40.2%至136例。感染奥密克戎变异株XBB.1.9.2后代谱系EG.5（XBB.1.9.2.5）的病例占比增至20.3%。其后依次是XBB.1.9.1（23.1%）、XBB.1.16（20.5%）和XBB.2.3（16.3%）。

### 官方個案表格
以下是政府宣佈「正式確診」的個案，「確診日期」、「發病日期」依據韓國中央防疫對策本部。由於近日爆發個例越趨增加，因此2月19日之後的病例都在調查中
，並未列入下表。
| 編號 | 關聯群組 | 確診日  | 發病日  | 患者身分 | 年齡 | 中國拜訪 | 症狀&感染途徑 | 出院日  |
| ---- | -------- | ------- | ------- | -------- | ---- | -------- | --- | ------- |
| #1   |          | 1月20日 | 1月18日 | 中國女子 | 35   | 是       | 19日在仁川國際機場入境時因高燒等症狀被隔離，之後確診。她未去過武漢的街市（含華南海鮮市場）或接觸野味，18日已出現發熱。 1月21日，韩国疾病管理本部报告称，该患者病情好转，没有肺炎症状。                                     | 2月6日  |
| #2   |          | 1月24日 | 1月10日 | 韓國男子 | 55   | 是       | 10日起出現感冒症狀，19日去武漢醫院檢查，22日離開武漢，自上海乘飛機抵達首爾金浦機場後被觀察，23日確認感染。此個案同時是首宗韓國籍人士感染。                                                                                 | 2月5日  |
| #3   | C1       | 1月26日 | 1月22日 | 韓國男子 | 54   | 是       | 20日回國無症狀，22日出現溫熱、發冷等症狀，25日咳嗽有痰後報告疾病管理本部，隨即被隔離收治。26日確診。 | 2月12日 |
| #4   | C2       | 1月27日 | 1月21日 | 韓國男子 | 55   | 是       | 20日回國，21日有感冒症狀就醫，25日發熱、肌肉酸痛再次就醫，26日作為懷疑個案被隔離收治，27日確診。 | 2月9日  |
| #5   | C3       | 1月30日 | 1月     | 韓國男子 | 54   | 是       | 32歲韓國籍男性，24日上午5點搭乘韓亞航空OZ322（長沙-仁川）回國。 | -       |
| #6   | C1       | 1月30日 | 1月     | 韓國男子 | 56   | 否       | 為第3例接觸者。22日在韓一館（位於首爾江南區）與第3例患者一起用餐，1月26日確診為第3位患者後，正在接受主動監視。 | 2月19日 |
| #7   | C4       | 1月31日 | 1月26日 | 韓國男子 | 28   | 是       | 23日從武漢經青島飛抵仁川機場，航班號青島航空QW9901。26日咳嗽，28日有感冒症狀，29日加劇，30日晚間確診。 | 2月15日 |
| #8   | C4       | 1月31日 | 1月21日 | 韓國女子 | 62   | 是       | 與第7例搭乘同班航機，航班號青島航空QW9901。21日在中國武漢停留期間出現了肌肉痛症狀。 | 2月11日 |
| #9   | C3       | 1月31日 | 1月31日 | 韓國女子 | 28   | 否       | 她於1月30日被通報為第5例接觸者，在症狀發生以後，她一直呆在家裏。 31日，她被送到了首爾醫療院。 | -       |
| #10  | C1       | 1月31日 | 1月29日 | 韓國女子 | 52   | 否       | 為第6例妻子。30日曾和兒子利用私家車在京畿道一山的美容院。29日出現頭痛症狀。 | 2月19日 |
| #11  | C1       | 1月31日 | 1月30日 | 韓國男子 | 25   | 否       | 為第6例的兒子。30日曾和母親一同前往他在京畿道一山的美容院，當日出現肢體不適症狀。 | 2月10日 |
| #12  | C5       | 2月1日  | 2月1日  | 中國男子 | 49   | 否       | 與日本患者接觸。1月19日通過金浦機場入境，2月1日確診，正在盆唐首爾大學醫院隔離住院。 | 2月18日 |
| #13  |          | 2月2日  | 1月31日 | 韓國男子 | 28   | 是       | 是1月31日乘坐臨時航班回國的368名僑民中的一名，在第一次入境僑民全部診斷檢查過程中被確認，被國立中央醫療院隔離。 | -       |
| #14  | C5       | 2月2日  | 1月     | 中國女子 | 40   | 否       | 為第12例的妻子。 | 2月18日 |
| #15  | C2       | 2月2日  | 2月1日  | 韓國男子 | 43   | 是       | 與第4例乘坐同架飛機。1月20日16:25從武漢市入境，搭乘大韓航空 KE882 武漢→仁川班機，從2月1日開始因呼吸器官症狀被確診。 | -       |
| #16  | C6       | 2月4日  | 2月2日  | 韓國女子 | 42   | 否       | 曾到訪泰國。19日入境，1月25日晚開始有惡寒等症狀，2月2日接受治療，但症狀未見好轉，2月3日到全南大學醫院內院，為排除嚴重急性呼吸綜合症冠狀病毒2型感染而採取隔離措施後，委託光州保健環境研究院進行檢查，2月4日上午確認為陽性。 | 2月19日 |
| #17  | C7       | 2月5日  | 2月4日  | 韓國男子 | 38   | 否       | 與馬拉西亞患者接觸。1月18-24日參與新加坡會議，得知與會馬來西亞成員確診，2月4日進行篩選，被確診為陽性。 | 2月11日 |
| #18  | C6       | 2月5日  | -       | 韓國女子 | 21   | 否       | 為第16例的女兒，和第16例一同去過泰國。隔離中進行了檢查，光州保健環境研究院實施檢查結果，於2月5日確認為陽性。 | 2月19日 |
| #19  | C7       | 2月5日  | -       | 韓國男子 | 36   | 否       | 與第17例出席相同會議。1月18日-23日訪問新加坡後回韓國。得知馬來西亞患者確診之後，2月4日施行居家隔離，2月5日得知第17例後接受檢查，結果為陽性。                                                                               | -       |
| #20  | C2       | 2月5日  | -       | 韓國女子 | 41   | 否       | 為第15例的家屬。實施自我居家隔離，2月5日檢查結果被確認為陽性，被國軍首都醫院隔離。 | -       |
| #21  | C1       | 2月5日  | -       | 韓國女子 | 59   | 否       | 為第6例的接觸者。實施自我居家隔離，2月5日確認為陽性，被首爾大學醫院隔離。 | -       |
| #22  | C6       | 2月6日  |         | 韓國男子 | 46   | 否       | 為第16例的兄長。實施自我居家隔離，2月5日檢查結果被確認為陽性，被朝鮮大學醫院隔離。 | 2月15日 |
| #23  |          | 2月6日  |         | 中國女子 | 41   | 是       | 1月23日以旅遊之名入境，經保健所調查確認發燒症狀，2月6日確認為陽性，以國家指定隔離病床住院。 | -       |
| #24  |          | 2月7日  |         | 韓國男子 | 28   | 是       | 武漢僑胞臨時生活設施（牙山市 ）中出現咽喉痛症狀，檢查結果呈陽性，進入國立中央醫療院。 | -       |
| #25  | C8       | 2月9日  |         | 韓國女子 | 73   | 否       | 和曾經於19年11月-20年1月31日訪問中國廣東省的兒子兒媳同居，出現發燒、咳嗽、喉嚨痛等症狀，檢查結果確認為陽性，在盆唐首爾大學醫院住院。                                                                                       | -       |
| #26  | C8       | 2月9日  | 2月8日  | 韓國男子 | 51   | 是       | 為第25例的兒子。曾於19年11月-20年1月31日訪問中國廣東省，31日從澳門抵達仁川機場。9日檢查結果呈陽性。在京畿道醫療院安城醫院進行隔離治療。                                                                                    | -       |
| #27  | C8       | 2月9日  | 2月8日  | 中國女子 | 37   | 是       | 為第25例的兒媳。曾於19年11月-20年1月31日訪問中國廣東省，31日從澳門抵達仁川機場。9日檢查結果呈陽性。在京畿道醫療院安城醫院進行隔離治療。                                                                                    | -       |
| #28  | C1       | 2月10日 | 2月8日  | 中國女子 | 30   | 是       | 為第3例的朋友。1月26日被判定為第3例密切接觸者，施行居家隔離。在潛伏期結束時（2月8日）實施檢查，10日被確診為陽性。被明知醫院隔離。                                                                                          | 2月17日 |
| #29  | C9       | 2月16日 | 2月15日 | 韓國男子 | 82   | 否       | 沒有旅遊史。傳染來源不明。15日因胸部不適而來到高麗大學安巖醫院急診室，在疑似心肌梗塞的情況下接受診療，影像檢查見肺炎後於2月16日進行診斷為陽性，被首爾大學醫院國家指定住院治療病床隔離。                                    | -       |
| #30  | C9       | 2月17日 | -       | 韓國女子 | 68   | 否       | 為第29例的妻子。傳染來源不明。目前隔離入住首爾大學醫院國家指定住院治療病床。 | -       |
| #31  | C10      | 2月18日 | -       | 韓國女子 | 61   | 否       | 沒有旅遊史。傳染來源不明。大邱壽城區保健所實施檢查後確認為陽性，被大邱醫療院國家指定住院治療病床隔離。 | -       |
| #32  | C2       | 2月18日 | -       | 韓國女子 | 11   | 否       | 為第15例和第20例的女兒。2月2日開始居家隔離，2月18日檢查結果呈陽性，目前在盆唐首爾大學醫院接受隔離治療。 | -       |
| #33  | C10      | 2月18日 |         | 韓國女子 | 40   | 否       | 為第31例密切接觸者。是新南韓醫醫院職員，被大邱醫療院隔離。 | -       |
| #34  | C10      | 2月18日 |         | 韓國男子 | 25   | 否       | 為第31例密切接觸者。與第31例同為新天地大邱教會教徒。被大邱醫療院隔離。 | -       |
| #35  | C10      | 2月18日 |         | 韓國女子 | 27   | 否       | 為第31例密切接觸者。與第31例同為新天地大邱教會教徒。被大邱醫療院隔離。 | -       |
| #36  | C10      | 2月18日 | -       | 韓國女子 | 48   | 否       | 為第31例密切接觸者。與第31例同為新天地大邱教會教徒。被大邱醫療院隔離。 | -       |
| #37  |          | 2月18日 |         | 韓國男子 | 47   | 否       | 感染來源不明。被慶北大學醫院隔離。 | -       |
| #38  |          | 2月18日 |         | 韓國女子 | 57   | 否       | 感染來源不明。被慶北大學醫院隔離。 | -       |
| #39  | C10      | 2月18日 |         | 韓國女子 | 61   | 否       | 為第31例密切接觸者。與第31例同為新天地大邱教會教徒。被大邱醫療院隔離。 | -       |
| #40  |          | 2月18日 |         | 韓國男子 | 78   | 否       | 沒有旅遊史，感染來源不明。18日在漢陽大學醫院內院施行的影像檢查判斷為肺炎，實施檢查，19日檢查結果確認為陽性，現被國立中央醫療院隔離。                                                                                       | -       |
| #41  | C10      | 2月18日 |         | 韓國女子 | 69   | 否       | 為第31例密切接觸者。與第31例同為新天地大邱教會教徒。被大邱醫療院隔離。 | -       |
| #42  | C10      | 2月18日 |         | 韓國女子 | 29   | 否       | 為第31例密切接觸者。與第31例同為新天地大邱教會教徒。被大邱醫療院隔離。 | -       |
| #43  | C10      | 2月18日 |         | 韓國女子 | 58   | 否       | 為第31例密切接觸者。與第31例同為新天地大邱教會教徒。被啟明大醫院隔離。 | -       |
| #44  | C10      | 2月18日 |         | 韓國女子 | 56   | 否       | 為第31例密切接觸者。與第31例同為新天地大邱教會教徒。被大邱醫療院隔離。 | -       |
| #45  | C10      | 2月18日 |         | 韓國女子 | 54   | 否       | 為第31例密切接觸者。與第31例同為新天地大邱教會教徒。被大邱醫療院隔離。 | -       |
| #46  |          | 2月18日 |         | 韓國男子 | 28   | 否       | 正在調查中。被慶北醫療院隔離。 | -       |
| #47  | C10      | 2月19日 |         | 韓國女子 | 63   | 否       | 為第31例接觸者。 | -       |
| #48  | C10      | 2月19日 |         | 韓國女子 | 72   | 否       | 為第31例接觸者。 | -       |
| #49  | C10      | 2月19日 |         | 韓國男子 | 58   | 否       | 為第31例接觸者。 | -       |
| #50  | C10      | 2月19日 |         | 韓國男子 | 76   | 否       | 為第31例接觸者。 | -       |
| #51  | C10      | 2月19日 |         | 韓國女子 | 61   | 否       | 為第31例接觸者。 | -       |
| #52  |          | 2月19日 |         | 韓國男子 | 25   | 否       | 為第31例接觸者。曾經接觸過新天地教會相關人士。 | -       |
| #53  |          | 2月19日 |         | 韓國女子 | 38   | 否       | 為第31例接觸者。清道大南醫院醫護人員。 | -       |
| #54  |          | 2月19日 |         | 韓國男子 | 57   | 否       | - | -       |
| #55  |          | 2月19日 |         | 韓國男子 | 59   | 否       | - | -       |
| #56  |          | 2月19日 |         | 韓國男子 | 75   | 否       | - |         |
| #57  |          | 2月19日 |         | 韓國男子 | 30   | 否       | - |         |
| #58  |          | 2月19日 |         | 韓國女子 | 26   | 否       | - |         |
| #59  |          | 2月19日 |         | 韓國女子 | 34   | 否       | - |         |
| #60  |          | 2月19日 |         | 韓國女子 | 61   | 否       | - |         |
| #61  |          | 2月19日 |         | 韓國女子 | 59   | 否       | - |         |
| #62  |          | 2月19日 |         | 韓國男子 | 60   | 否       | - |         |
| #63  |          | 2月19日 |         | 韓國女子 | 57   | 不明     | - |         |
| #64  |          | 2月19日 |         | 韓國女子 | 59   | 不明     | - |         |
| #65  |          | 2月19日 |         | 韓國女子 | 51   | 不明     | - |         |
| #66  |          | 2月19日 |         | 韓國男子 | 22   | 不明     | - |         |
| #67  |          | 2月19日 |         | 韓國女子 | 31   | 不明     | - |         |
| #68  |          | 2月19日 |         | 韓國女子 | 66   | 不明     | - |         |
| #69  |          | 2月19日 |         | 韓國男子 | 30   | 不明     | - |         |
| #70  |          | 2月19日 |         | 韓國女子 | 48   | 不明     | - |         |

### 傳染途徑分類
| 個案分類                                                  | 相關個案                                                                | 總數 | 比例圖 |
| --------------------------------------------------------- | ----------------------------------------------------------------------- | ---- | ------ |
| 從中國回來的個案                                          | #1 #2 #3 #4 #5 #7 #8 #13 #15 #23 #24 #26 #27 #28                        | 14   | 14     |
| 從其他國家感染的個案                                      | #12 #16 #17 #19                                                         | 4    | 4      |
| 被輸入個案感染者                                          | #6 #9                                                                   | 2    | 2      |
| 被個案家人感染                                            | #10 #11 #14 #18 #20 #21 #22 #25 #32                                     | 8    | 8      |
| 與本地個案接觸感染                                        | #33 #34 #35 #36 #37 #39 #41 #42 #43 #44 #45 #47 #48 #49 #50 #51 #52 #53 | 18   | 18     |
| 本地個案（源頭不明）                                      | #29 #30 #31 #38 #40 #46                                                 | 6    | 6      |
| 以上是根據韓國中央防疫部的個案分類，截至：2020年2月18日。 |                                                                         |      |        |

### 傳染關係群組
依照疾病管理本部為準
| 群組編號 | 群組名稱   | 個案編號         | 傳染途徑 | 傳染次數 |
| -------- | ---------- | ---------------- | --- | -------- |
| C1       | 韓一館     | #3 #6            | #3和#6一同在韓一館狎鷗亭店用餐                                                                                         | 2        |
| C1       | #6家人     | #6 #10 #11       | #10為#6的妻子；#11為#6的女兒                                                                                           | 3        |
| C1       | #6熟人     | #6 #21           | #21為#6的朋友 | 3        |
| C1       | 明倫教會   | #6 #83           | 1月24日，#83和#6參加明倫教會活動                                                                                       | 3        |
| C1       | 鐘路區老人 | #83 #29 #56 #136 | 因為4人共同去過鍾路老人綜合福利館，依照確診日期推測#29(2月5日發病)、#56(2月5日左右發病)和#136(2月1日左右發病)被#83傳染 | 4        |
| C1       | #29家人    | #29 #30          | #30為#29的妻子 | 5        |
| C1       | #136家人   | #136 #112        | #10為#6的妻子 | 5        |
| C2       | 韓亞航空   | #4 #12           | 兩人搭乘同一班從中國飛往仁川的班機                                                                                     | 2        |
| C2       | #4家人     | #4 #15           | #15為#4的妻子 | 2        |

### 曾有確診個案逗留的地方
個案移動途徑新聞圖表總整理
| 逗留日期              | 城市      | 行政區   | 分類   | 詳細位址                                     | 相關確診個案                                                    |
| --------------------- | --------- | -------- | ------ | -------------------------------------------- | --------------------------------------------------------------- |
| 1月24日               | 京畿道    | 軍浦1洞  | 住宅   | 親戚                                         | #12 #14                                                         |
| 1月25日               | 光州      | 南區     | 市場   | 友利超市                                     | #16                                                             |
| 1月25日               | 全羅南道  | 羅州市   | 住宅   | 娘家                                         | #16                                                             |
| 1月25日               | 京畿道    | 軍浦市   | 交通   | 地鐵山本站                                   | #12 #14                                                         |
| 1月25日               | 京畿道    | 軍浦市   | 交通   | 地鐵軍浦站                                   | #12                                                             |
| 1月27-2月3日          | 光州      | 光山區   | 醫療   | 光州21世紀醫院                               | #18                                                             |
| 1月29日               | 首爾      | 鐘路區   | 教堂   | 明倫教會禮拜堂                               | #21                                                             |
| 1月29日               | 首爾      | 江南區   | 商廈   | 上班公司總部                                 | #31                                                             |
| 1月31日               | 首爾      | 松坡區   | 食品店 | 麵包店 PARIS BAGUETTE                        | #19                                                             |
| 1月31日               | 首爾      | 松坡區   | 食品店 | 橋村炸雞（교촌치킨 가락2호점）               | #19                                                             |
| 1月31日               | 首爾      | 江南區   | 酒店   | Le Méridien酒店                              | #19                                                             |
| 1月31日               | 首爾      | 江南區   | 食品店 | 麵店원가네칼국수                             | #19                                                             |
| 2月2日                | 首爾      | 中區     | 酒店   | President Hotel                              | #23                                                             |
| 2月2日                | 首爾      | 明洞     | 市場   | 樂天百貨 明洞總店                            | #23                                                             |
| 2月2日                | 首爾      | 中區     | 市場   | emart 超市                                   | #23                                                             |
| 2月2日                | 首爾      | 西大門區 | 住宅   | 宿舍                                         | #23                                                             |
| 2月3日                | 京畿道    | 盆唐區   | 商廈   | 上班公司                                     | #19                                                             |
| 2月3日                | 京畿道    | 盆唐區   | 食品店 | 통영별미                                     | #19                                                             |
| 2月3日                | 京畿道    | 始興市   | 食品店 | 銀杏洞180-3 小吃店太陽38年傳統那種老樣子     | #27                                                             |
| 2月5日                | 京畿道    | 長安區   | 醫療   | 保健診所                                     | #20                                                             |
| 2月5日;2月7日         | 京畿道    | 始興市   | 醫療   | 新川聯合醫院                                 | #25 #26 #27                                                     |
| 2月5日;2月7日         | 京畿道    | 始興市   | 市場   | 梅花超市                                     | #25 #26 #27                                                     |
| 2月5-7日              | 首爾      | 中區     | 商廈   | 徒步前往上班公司                             | #30                                                             |
| 2月6-7日              | 大邱      | 东区     | 商廈   | 上班公司                                     | #31                                                             |
| 2月5日; 2月10日       | 首爾      | 鐘路區   | 醫療   | 鐘路326 寶藍藥局（보람약국）                 | #29                                                             |
| 2月5日                | 首爾      | 鐘路區   | 醫療   | 芝峯路 62-1 新中虎內科醫院（신중호내과의원） | #29                                                             |
| 2月7日                | 大邱      | 壽城區   | 醫療   | 新韓醫醫院                                   | #31 #33                                                         |
| 2月8日                | 首爾      | 鐘路區   | 醫療   | 芝峯路 31-1 春藥局                           | #29                                                             |
| 2月8日                | 首爾      | 鐘路區   | 醫療   | 首爾大學總醫院                               | #30                                                             |
| 2月10日               | 仁川      | 中区     |        | 龍遊島                                       | #30                                                             |
| 2月10日               | 首爾-仁川 |          | 交通   | 京仁運河                                     | #30                                                             |
| 2月10日               | 首爾      | 鐘路區   | 交通   | 地鐵東廟站                                   | #30                                                             |
| 2月10日               | 首爾      | 鐘路區   | 醫療   | 芝峯路50 檀谷溫泉藥局（단골온누리약국）      | #30                                                             |
| 2月8-12日; 2月14-15日 | 首爾      | 鐘路區   | 醫療   | 江北首爾外科醫院（강북서울외과의원）         | #29 #30                                                         |
| 2月9日；2月16日       | 大邱      | 南区     | 教堂   | 南區大明路81 新天地大邱教會                  | #31 #34 #35 #36 #37 #39 #41 #42 #43 #44 #45 #47 #48 #49 #50 #51 |
| 2月13日               | 首爾      | 鐘路區   | 食品店 | 明倫鎮沙排首爾東廟店                         | #30                                                             |
| 2月13日               | 首爾      | 鐘路區   | 食品店 | 星巴克東廟站店                               | #30                                                             |
| 2月15日               | 首爾      | 城北區   | 醫療   | 高麗大學醫療院#安巖醫院                      | #29 #30                                                         |
| 2月15日               | 大邱      | 东区     | 酒店   | Queen Vell 酒店                              | #31 #52 #53                                                     |

## 醫界現況

### 大邱慶北病床不足
2月24日，據韓國防疫當局透露，截止目前死亡7人中，有5人在清道大南醫院中長期住院，獲知確診後,在被送往其他地區的過程中或移送後死亡。
2月21日，大邱和慶北地區負壓病床已經額滿。第2例死亡因為病床不足，被迫花費1個半小時移送至釜山大醫院，在過程中死亡。第5－7例也是類似的情況。
負壓病床已經100%額滿的大邱慶北地區，政府將優先確保大邱醫療院和大邱東山醫院有156個病床，並將大邱醫療院指定為傳染病專門醫院等，截至2月末將追加確保453個病床。之後如果病床不足，再把位於大邱的公共醫院和附近地區的公共醫院指定為專門醫院。
2月22日，中國《環球時報》總編輯胡錫進在官方推特留言：「武漢的失誤在其他國家重演，令人擔憂。在中國人看來，韓國的情況非常嚴重。韓國的應對很慢。」

### 醫護人員短缺

#### 遭受感染
2月24日止，韓國超過20人醫護人員遭受感染。當日上午，大邱天主教大學醫院的醫生和慶北大學醫院的護士等5名醫護人員被確診。以集體感染為中心的慶北清道大南醫院，9名醫療人員和職員被診斷為陽性。位於釜山蓮堤區的亞洲療養醫院當天確診了一名雖然不是醫療團隊，但患者接觸範圍較廣的社會福利師，193名患者和100多名醫生、護士等醫療人員須接受隔離。
2月26日下午，慶南昌原市城山區一心昌原醫院，一名新生兒室護士被確診為陽性，醫院再次關閉。

#### 向全國請求支援
因為大邱醫護人員嚴重短缺，大邱市醫事會會長李成九向5700多名醫師會員呼籲支援。
需要對生命垂危的重患者進行診療的急診室被關閉，診斷疾病的甄別檢查所裏充斥著不安的市民，再加上醫療人員嚴重不足，很難迅速進行隔離治療，甚至連確診的患者也沒有病房。
市民們在恐懼和不安中不知所措，只有醫生們焦急地看著，但是急診室和保健所的甄別診所裏，我們的前後輩同事因為工作勞累而暈倒，或者在治療過程中因為與患者接觸，一個個被隔離。
本應致力於國防業務的軍醫和公共保健醫生也為了幫助大邱而奔波，但是克服巨大的醫療災難事態卻遇到了瓶頸。作為大邱的5700醫生們走在前面，在疾病和艱難的鬥爭中，作為最前線的戰士奮然站起來。
為了在急診室和隔離醫院多救一個生命而戰鬥到底。現在就去甄別診所，大邱醫療院、隔離醫院，然後去急診室。
至今，全國205名醫務人員自願服務。

## 反應

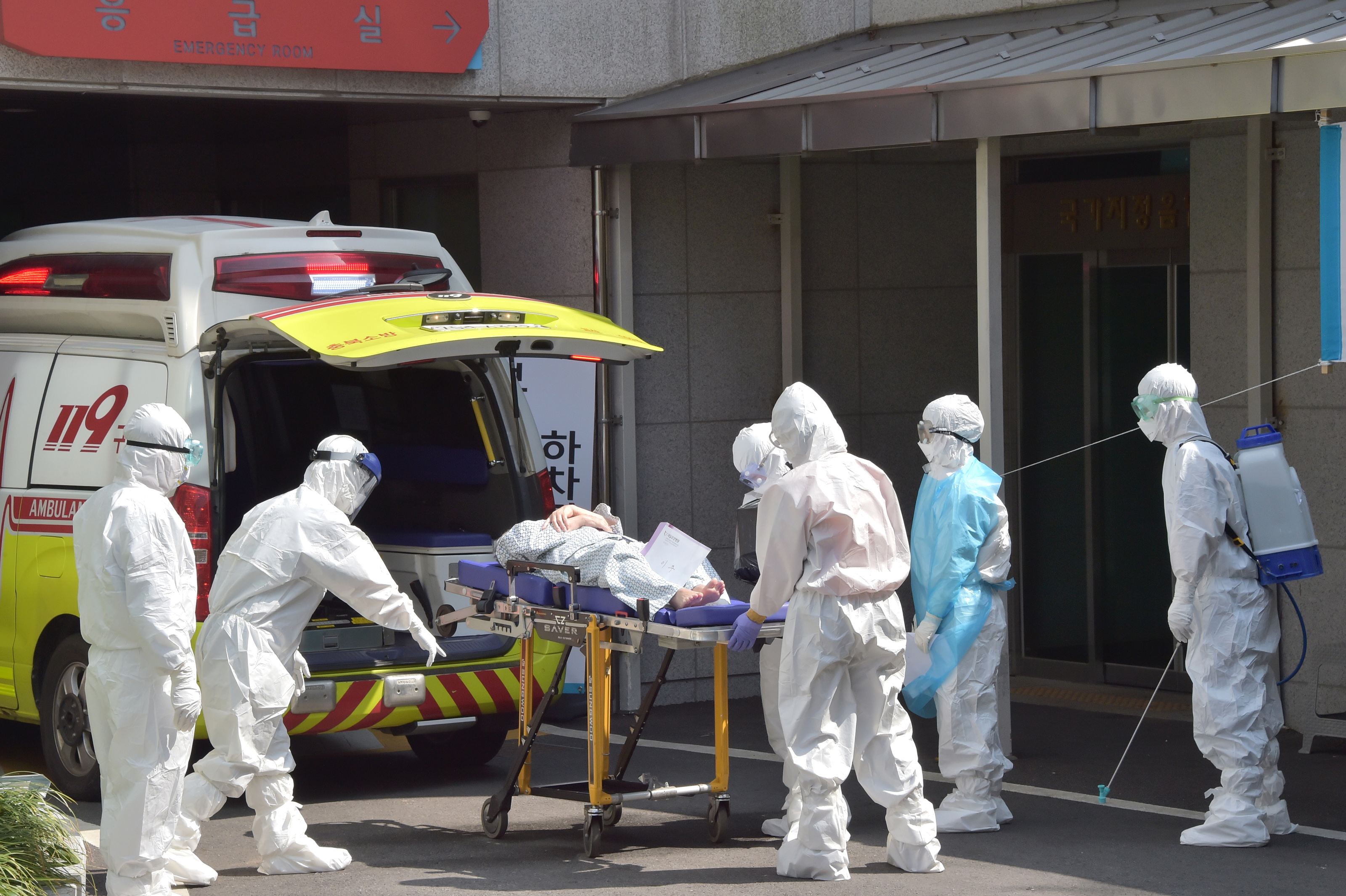
釜山醫療中心使用釜山消防車救護車轉移了COVID-19確診患者，2020年3月22日。

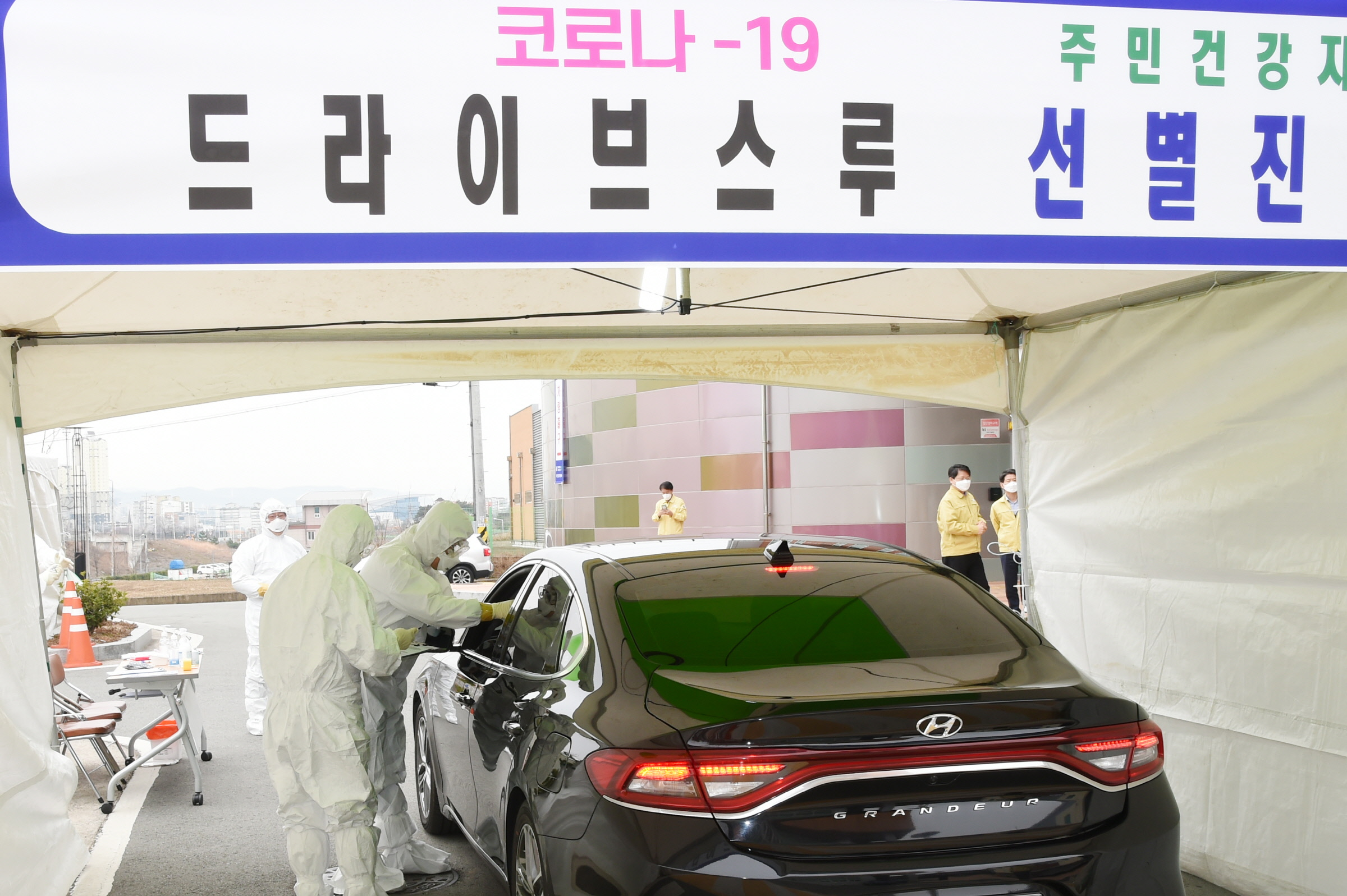
駕車測試中心的醫務人員檢查疑似COVID-19的患者。

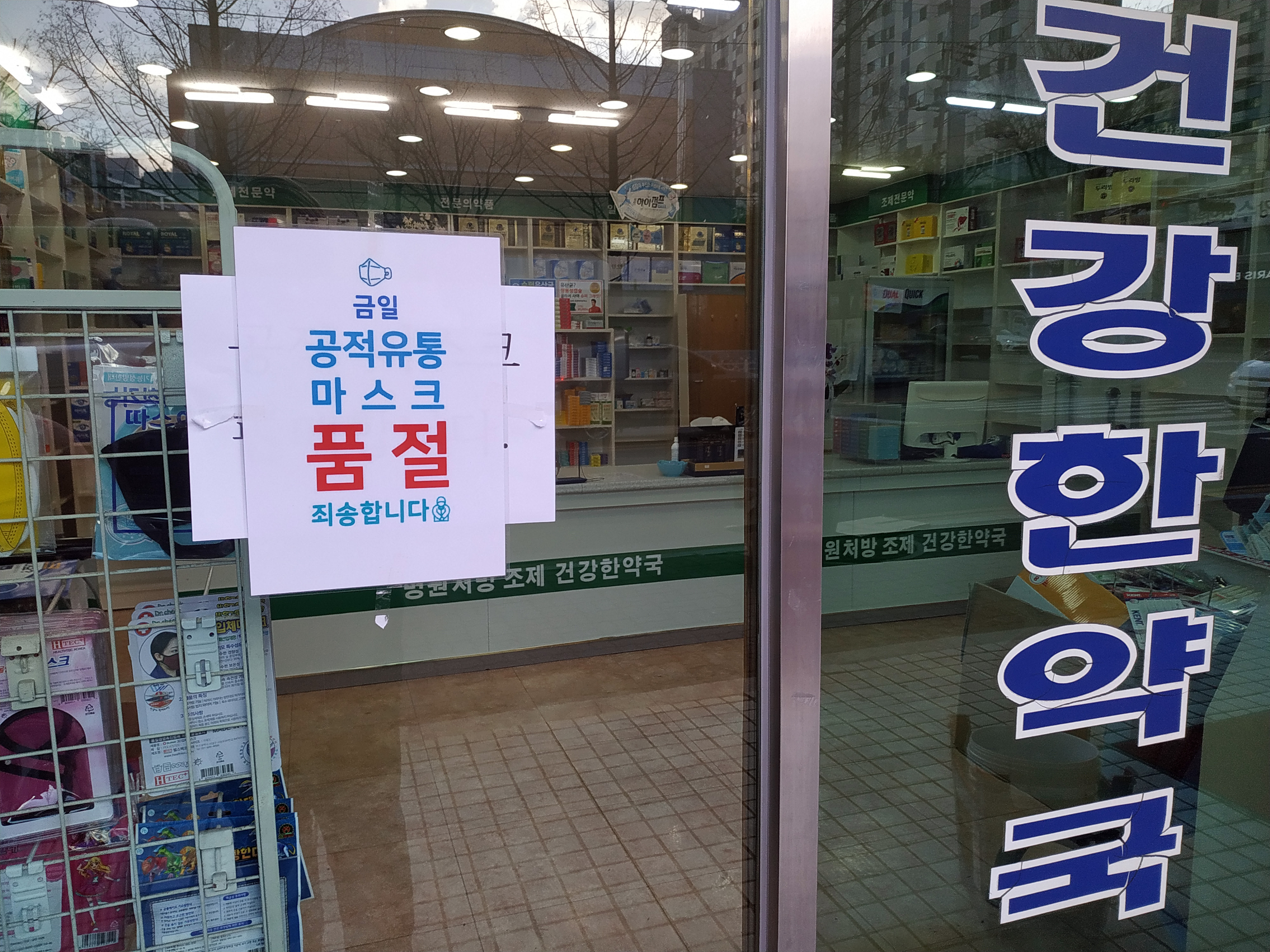
大田藥房標誌表示所有口罩都賣完了。

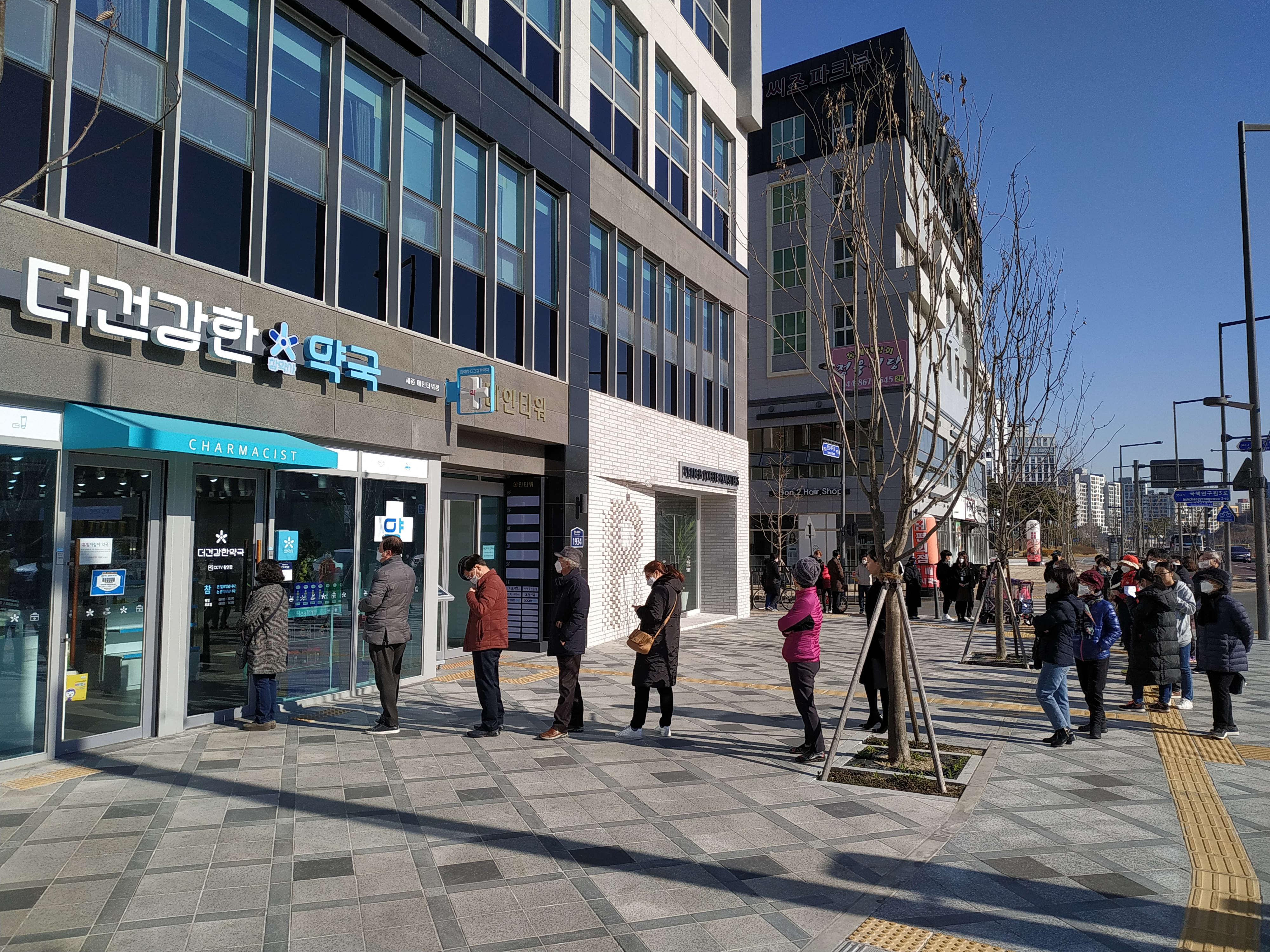
世宗市藥房外的排隊等候商店開業，以便他們購買口罩。

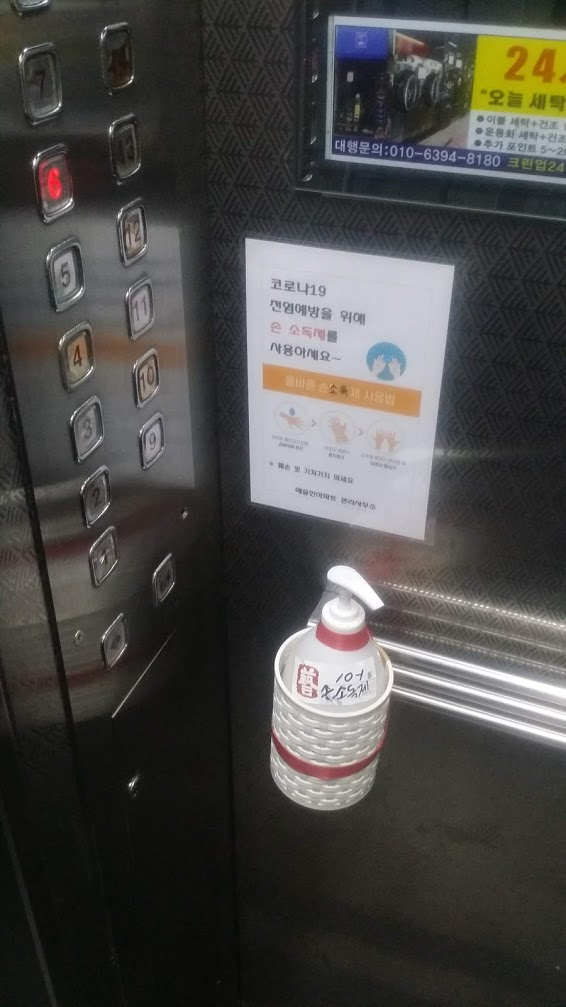
韓國公共電梯中的洗手液。

截至2021年1月7日，韩国至少有4,378,047人接受了新冠病毒检测。 

### 政府

#### 危機警報
1月20日，大韩民国疾控部门将传染病灾难危机预警级别由“关心”提高到“注意”。防疫人员称，对体温超过37.5度或有呼吸道疾病症状的旅客将另外确认健康状态和接触病例与否，综合考量居留、访问地点等流行病学信息后隔离疑似感染者。
1月27日，韩国政府对新冠肺炎疫情的警戒登记由“注意”提升到“警戒”。
2月23日，大韓民國總統文在寅在首爾辦公大樓主持召開新冠病毒疫情對策會議，表示政府決定將疫情預警上調至最高的級別，加強應對措施。

#### 中央地方政策
2月20日上午，韓國確診的30個病例中，共有23人與確診的第31例患者在大邱廣域市的新天地教會有過接觸，當日下午確診的病例中，也有5人與其有關。大邱懷疑社區爆發新型肺炎疫情，市長權泳臻促請市內250萬名居民留在家中。
2月21日，韓國中央防疫對策本部長鄭銀敬上午於記者會表示，境內確診的156例個案中，有98人與大邱新天地教會出現的集體感染情況有關。對此，大韓民國國務總理丁世均主持應急會議時表示，將新型冠狀病毒肺炎確診病例大增的大邱市和慶北清道郡，劃為疫情重點管理區，採取特別防疫措施，全面提供病床和人力物力支援。
大韓民國政府表示，為了防止疫情擴散，決定暫時禁止在光化門廣場、首爾廣場和清溪廣場舉行集會。青瓦臺幕僚受訪時，表示當局正考慮暫停對外開放參觀。韓國中央防疫對策本部於下午召開記者會表示，目前已掌握大邱的新天地教會信徒第一波名單，共4475人，其中544人出現症狀，防疫本部將對全體信徒做篩檢。防疫本部表示，大邱和慶北等地區雖出現集中感染的情況，但疫情進入社區傳播的初期階段，因此疫情尚未進入全境擴散，仍可通過現有的防疫體系予以控制。
2月22日，國務總理丁世均在政府首爾大樓發表對國民講話，希望全體國民暫停宗教活動等聚集在室內或是在人群密集的戶外舉行的活動，呼籲國民配合政府的防疫工作。
2月25日，韓國中央政府決定，将对大邱和庆尚北道地区采取最大程度的封锁措施。
在首尔市宣布多个广场暂停集会後，韓國牧師全光焄依舊組織集會，並稱「主能治愈病毒」。2月25日，全光焄遭到逮捕。
3月5日，韓國總理丁世均宣佈將慶山市劃入傳染病特別管控區，並宣佈6日起禁止口罩出口，同時對口罩實行限購。
3月6日，韓國宣佈将停止日本人短期逗留时免签证的制度，并停止已发放签证的效力，同時提升赴日旅遊警示。
3月15日，文在寅宣佈將疫情较为严重的大邱市和庆尚北道庆山市、清道郡、奉化郡划为特别灾难地区。
3月19日起，韓國入境管制範圍擴大至全球所有國家和地區。同日文在寅承诺向小企业提供50万亿韩元的紧急经济措施。
4月4日，韓國政府决定延长“社交距离严守期”两星期，直至19日。
5月6日，韓國开始转入正常生活和防疫工作并行的生活防疫阶段。
5月8日，因首爾爆發夜店群組感染，政府發出行政命令，要求全國的夜總會等娛樂場所停業一個月。
。韩国学校线下复课时间一律推迟一周。
5月26日起，根据韩国中央灾难安全对策本部发布的交通防疫新规，未佩戴口罩的乘客将无法乘坐公交车、出租车等公共交通工具。
6月12日，由於首都圈復發群聚性感染，韓國決定無限期延长原定在6月14日结束的首都圈防疫强化措施实施期限。
8月中出現了教會群聚性感染，使感染個案大幅增加，韓國保健福祉部於8月18日表示，考慮直接宣布啟動保持社交距離的二級響應狀態，屆時將強制執行禁止室內50人集會等措施。隨後首爾巿政府宣布，8月21日凌晨起全面禁止舉行多過十人的集會；南韓政府宣布，由23日起關閉娛樂場所、大型學院、自助餐廳等12類防疫高危場所及室內公共場所，同時全面禁止室內50人、室外100人以上規模的集會和活動等。同日，首尔市政府宣布，民众在室内、室外的公共场所必须佩戴口罩。由于疫情反复，首尔及其周边地区学生26日起恢复网课，直至9月11日；于12月参加大學修學能力試驗的学生仍可到校。針對咖啡店出現的爆發群組，當局下令首都圈的連鎖咖啡店不得提供堂食，餐廳等食肆晚上九時後只供外賣，民眾排隊等候時要保持一米距離，亦必須登記身分和戴口罩。
10月13日起，韓國开始实行佩戴口罩义务。
由於確診數字持續高企，為免聖誕假期後疫情再度失控，政府由12月24日平安夜起至下月3日，全面實施特別防疫措施，全國禁止5人以上聚會聚餐，滑冰場、滑雪場等設施需關閉。
2021年7月9日，韓國首都圈升至最高警戒第4級。
2022年5月，韩国取消民众在户外佩戴口罩的要求，但感染风险较高的50人以上集会、活动、演出、体育赛事仍需佩戴口罩。9月26日起，韩国全面解除户外佩戴口罩义务。

#### 冠狀19三法
2月26日，針對冠狀病毒事件擬定「冠狀病毒三法」（코로나 3법），包含《傳染病預防及管理法》、《檢疫法》、《醫療法》，在大韓民國國會獲得全體通過。
《傳染病預防及管理相關法律部分修正案》中規定，由於一級傳染病的流行，導致醫藥品等物價急劇上漲或供給不足，保健福祉部部長公佈期間有權禁止出口口罩、手消毒劑等物品。
另外，大韓民國保健福祉部部長或市長、郡守、區廳長在發生一級傳染病時，可以將疑似傳染病患者強制隔離在自家或醫療設施中，以確認是否患有傳染病。 如果拒絕住院治療時，處以1年以下有期徒刑或1000萬韓元以下罰款的懲罰條款。輿論認為，處罰力度太弱，沒有實效。

此外,《檢疫法部分修正案》指醫療機構內患者、監護人或保健福祉部部長可以向法務部部長申請禁止來自傳染病流行或可能流行的地區的外國人或經由該地區的外國人入境。自1954年制定檢疫法後，時隔66年重新修訂了檢疫法。同時，老人和兒童口罩優先提供。

國會冠狀19對策特別委員會也已成立。 由共同民主黨金振杓議員擔任委員長，和其他18名朝野議員組成。 特別委員會的活動期限截止到5月29日，直到第20屆國會任期結束。

#### 國會、法院非常時期

韓國
來自韓國的人拒絕入境
來自韓國某些地區的人拒絕進入
對來自韓國的人進行隔離
其他限制（自我隔離，體檢要求，監控措施）)

因為被確診為冠狀19患者參與2月19日大韓民國國會議員會館舉行的討論會，因此從2月24日下午6時到26日上午9時，將關閉大韓民國國會主廳和議員會館，關閉時間共計39小時。根據韓國《傳染病預防法》(第47條)，國會決定關閉「被認定感染傳染病病原體的場所」。韓國國會事務處透露，關閉國會是1958年《國家安全法》修改案通過後啟動警衛權和1980年宣佈戒嚴令後禁止政治活動的時候。但是兩次封閉是限制外部人員出入的封閉，全面封閉職員出入是第一次。
同日，首爾高等法院只允許本館1樓的東館及西館的出入口，2樓的中央館出入,出入時要檢查體溫。大韓民國大法院行政處長趙在延當天通過公告表示，「考慮疫情情況，除了拘留、假處分，停止執行等需要緊急處理的案件外，其他案件審判延後處理。」大韓民國大法院勸告全國休庭。 
對於這樣的決定，法院內部也有反應稱「在全國範圍內勸告休庭實屬罕見」。據悉，MERS事態發生時也沒有向全國法院提出延期審判的建議。
2月26日到3月6日止，首爾中央地方法院休庭。
民主黨宣佈全面停止面對面接觸競選活動，對415議會選舉形成也產生影響。 甚至有人謹慎地提出了「議會選舉延期論」。

#### 軍事
2月21日，大韩民国国防部宣佈取消户外演练、限制军人离开驻地外出等措施。
2月24日上午，國防部表示大韓民國國軍內確診患者共有13人，為陸軍10名，空軍1名，海軍1名，海軍陸戰隊1名。已經隔離確診相關7700名軍人。明日上午，在華盛頓舉行韓美國防部長會談將於韓國時間，韓國屆時將會與美國協調聯合軍演延期問題。
兵務廳決定，從大邱慶北地區擴大到全國範圍，到下月6日截止將有為期兩週的兵役判定檢查。所有官兵的休假、外出、外宿、探視也將繼續受到控制。
2月27日，美國和韓國宣佈推遲原計劃舉行的聯合軍事演習，舉行時間另行通知。

#### 對中國的政策
1月24日，大韓民國國務總理丁世均召開肺炎緊急會議，計劃安排包機從中國武漢撤僑。
丁世均同时表示，韩国政府计划通过包机向中国提供200万个口罩、10万件防护服等医疗物资，并正在与中方协商其他支援方案。
2月2日，韩国政府宣布自2月4日起限制14日以内有在湖北省访问、滞留经历的外国人，将被拒绝入境。同時，暂停济州岛對中國大陸的免签政策和暂停观光为目的的短期签证发放，並设立中国专用入境区域。入境时，从所有中国大陸前往韓國的外国人都必须确认其在韩国的居住地和联系方式，并在现场联系确认后方可入境。韓國對中国旅游警告也从“克制旅行”阶段上调至“建议撤回”。
2月10日，韓國中央防疫對策本部表示，自1月13日至26日從中國武漢入境、需接受新型冠狀病毒檢測的2991人的潛伏期於當天零時結束，全部解除醫學觀察。
2月12日，韓國政府表示將香港和澳門劃為疫區。

#### 对日本的政策
在3月5日日本政府发布韩国公民限制入境日本的临时性措施后，韩国外交部出台反制措施，决定从当地时间9日0时起取消日本公民免签入境韩国的政策，已经签发的签证宣布无效。另外，针对所有从日本抵达韩国入境的外国人实施“特别入境程序”，并上调赴日旅行预警级别。

#### 醫療界
2月4日，韓國光州廣域市「21世紀醫院」遭到封院，患者與醫療人員共有121名全鎖在醫院內無法外出，部分樓層的住院患者、醫護人員全被列為高危險群，當日有84人被列入低危險人群，轉移到隔離設施光州消防學校宿舍群。
2月19日，韓國中央防疫對策本部通報，韓國境內已有7家醫院因疫情影響，暫停或關閉急診室。

#### 教育與中國留學生安置
1月29日，开设韩语语言班的韩国各大学纷纷宣布，为防止与中国留学生有所接触，停止语言班课程。
2月23日，大韩民国教育部宣布全国范围内所有学校延期至3月9日开学。3月2日又宣佈再延至23日開學。3月17日宣布第三次延期，再次推迟至4月6日开学。
3月31日，韓國教育部宣布，原定于11月19日举行的2020年大學修學能力試驗将延期两周举行。此外，全国中小学将于4月分批次开始实施远程教学。
5月4日，韩国教育部宣布逐步恢復线下教育，其中高中三年級于13日最先开学。但後來因首爾爆發夜店群組感染，高中復課推遲一星朝至5月20日，其餘年級將從本月27日起陸續復課。當局表示將會繼續關注疫情發展，目前不排除可能再度延期。
5月20日，韩国高三学生复课。但仁川市有2名高中三年級學生，在復課後一日確診染病，市內66間高中隨即宣布重新停課。
6月9日，由於首都圈疫情有所反覆，韓國520所學校暫停在校上課。

#### 媒體
2月23日，韩国放送公社(KBS)决定启动“灾难播报机制”，全力应对快速扩散的新冠19疫情。同日，韩国放送公社宣布，“作为主管灾难灾害信息播报的广播机构，本台今日下午2点召开紧急扩大高管会议，决定启动灾难播报机制。从今日开始，KBS第1频道将把平时偶尔插播的新闻特别报道节目作为定时节目播出，并将从2月24日起，每晚7点40分播出50分钟的《新冠-19，一起战疫(暂定名)》直播特别节目”。在韩国政府当日宣布将新冠-19疫情级别提升为“严重”之前，KBS从2月21日开始就已经提前按照社内部的灾难播报指南，将灾难播报级别提高到最高的三级播报水平，并成立了由报道本部长担任组长的灾难播报小组。

### 民間

#### 公務員輕生與過勞死
2月25日上午，一名30多歲，負責疫情工作的法務部公務員於25日凌晨在首爾漢江輕生。
2月27日，在全州市負責冠狀19對策本部狀況和保健所行政雜務的公務員，今日凌晨被發現死於家中，疑似加班過勞。前一天深夜回家對妻子說：「最近工作很多，很難做。」

#### 體育和旅遊
2月23日，韓國足球K聯賽部分比賽推遲。
2月25日，原定于3月22日至29日在釜山举行的2020年世界乒乓球团体锦标赛暂定延迟至6月21日至28日举行。同日，国际滑冰联盟确认原定于3月13日至15日在首尔进行的2020年世界短道速滑锦标赛因木洞滑冰场的关闭而无法按期举办。
此外韩国57年來首次取消镇海军港节。

#### 交通
韩国国内航空公司開始暫停飞往相关国家和地区的国际航线。韩国铁道公社也暂停运行多个旅游专列。

### 外國
截至2020年3月9日9時，有106個國家和地區对韩国实施入境管制措施；中国山东省、辽宁省、吉林省、黑龙江省、福建省要求来自韩国的入境者接受14天的隔离，广州、南京、西安等地前一天也对来自韩国的入境者进行隔离。另外，新加坡、澳大利亚、美国均宣布對韓國旅遊建議提高级别，建议对应公民前往时需提高警惕。
而与韩国邻近的中国大陆，也对来自韩国的旅客采取入境管制措施，尤其是来往较频繁的山东省及东北地区。其中，青島市對所有入境人員，除需要隔離或留觀的外，均由居住地所在區市派車接回。對在境內有居所的，居家隔離觀察14天；對商務旅遊等短期居住的，安排在指定賓館住居、活動。受此影响，首爾飞往青島的機票出现大幅度上涨，一票难求。而威海市、烟台市也采取了类似措施。吉林省延边州政府发言人表示將加強機場的海關、疾控及公安檢查的聯防聯控，由韩国抵境的人士由各縣市統一接送，親友不能到機場接機。延邊州內景點暫停開放，各旅行社不接團、組團。

## 影響
韓國2020年第一季国内生产总值同比增长1.3%，为10年零6个月以来最低水平。环比下降1.4%，创下2008年第四季度以来新低。

## 相關爭議

### 是否禁止中国人入境的争议
文在寅政府的防疫措施得到64%的支持率，但長期反中的保守派利用此機會攻擊文在寅太過親中。冠狀19在韓國出現首例確診案例不久，1月23日便有國民在青瓦台請願版上連署「禁止中國人入境」，並在3日內就達到46萬人連署，然而總統文在寅始終未對此做出回應，僅限制曾到訪湖北省的遊客入境，被一些人視為疫情擴散的原因之一。
2月13日，大韓民國總統文在寅就冠狀19疫情表示：「防疫當局始終不放鬆，全力以赴，因此冠狀19疫情不久將結束。」然而疾病管理本部長鄭恩京在當日舉行的例行新聞發佈會上表示：「現在仍然需要密切關注。不能說是平穩的局面。」鄭本部長前一天也表明瞭立場，稱：「這不是拐點，也不是樂觀或悲觀的狀態。」2月19日出現大量新增案例之後，文在寅的說法大受在野黨和醫療界的抨擊。沈在哲院內代表指出:「在事態長期化，感染擴散的情況下，總統首先站出來呼籲不要過度不安，急於縮小波及範圍」；「在擔心地區社會傳播的情況下，總統卻自吹自擂。」2月20日，當韓國民眾正在為冠狀病毒病例急速增加感到恐慌，總統文在寅依舊按照約定和榮獲第92屆奧斯卡金像獎的奉俊昊和《寄生上流》劇組一同享用午餐。引來部分民眾留言批評。對此，青瓦臺相關人士表示：「從未聽說過這樣的討論。」
2月21日，保健福祉部部長朴凌厚在新聞發佈會指出：「目前沒有跡象顯示冠狀病毒是全國性擴散。」有人批評政策失當，「就像打開窗戶打蚊子。」朴凌厚回應：「不用打開窗戶打蚊子，因為冬天沒有蚊子。」隱喻政府阻止特定國家入境的政策並不一定正確。政府沒有聽從防疫專家建議，禁止中國大陸人入境或將全國危機警報從「警戒」提升至最高級別「嚴重」。而是沒有按照法律依據，將大邱和青島地區設定為「傳染病特別管理地區」。醫療界稱：「政府為何表現得如此不溫不火，我對此並不理解。」並指責「這種情況如果不是很嚴重，那麼到底什麼情況處於嚴重階段？」大韓醫生協會發言人朴鍾赫表示：「今天（21日）來到大邱，現場已經超過非常嚴重的階段」，「即使國家資源全部投入，動用一切手段也並不理想，但政府卻反覆說著同樣的話。」一位匿名的民間專家表示:「在今天公佈的對策中，除了調查新天地信徒之外，並沒有看到根本性的對策。」；「在必須拿出所有可用的籌碼的情況下，政府似乎仍然在看中國的眼色。」當日下午6點，大韓醫師協會在官方網站上發表《政府允許電話諮詢及處方相關的大韓醫師協會立場》立場聲明，表示電話諮詢有違醫療專業，批評政府無視他們數次禁止中國大陸人入境的建議，直到確診患者劇增，在沒有和醫師協會討論的情況下強行實施了「允許電話處方」的方針。在聲明中以「三流行政」、「固執不通」批評保健福祉部的單方面態度。
雖然在野的保守派批評政府防疫不力，但他們的不少行為也影響防疫。以中老年人佔多數的保守勢力每週在首爾舉行大型抗議集會，無視首爾市政府要求停止集會。保守派領導人之一，韓國基督教總聯合會會長全光焄公開宣稱在室外不會得病，上帝會用風吹走病毒。保守派國會領導人沈在哲參與韓國教師聯合會成員大型集會批評文在寅的教育政策，事後卻查出與會成員有人染感，造成沈在哲被短暫隔離。即便有許多境內傳染，保守派卻主張全面封鎖中國是唯一有效的防疫措施，《中央日報》罕見地在頭版刊出社論要求立刻禁止外國人由中國入境，然而正下方的另一篇社論又抗議以色列禁止韓國遊客是「恐韓」。而未來統合黨的國會議員則杯葛國會建立防疫相關的委員會，要求委員會的名稱中必須有「武漢」兩字。

### 口罩問題

#### 中國遊客掃貨
自從中國大陸爆發新冠肺炎後，1月23日起春節長假期間，部分中國遊客開始在韓國藥妝店大量購買口罩，「一個中國人購買量以100個為單位計算」。1月24-27日期間，首爾便利商店口罩銷售額比同期增加了413%。韓國口罩業因不合時宜的景氣而感到困惑。一家口罩製造企業的相關人士接到中國大陸數百萬張的訂單，「不久前庫存量為2億1000萬張左右，現在還剩2000萬張左右。」

#### 向中國援助300萬個口罩
1月28日，韓國政府表示:「將與中國合作，向中國支援200萬張口罩和100萬張醫用口罩。」發表後造成口罩價格飛漲，出現「囤蟲」(韓語：껑충，囤積大量口罩使價格上漲再拋售的人)，KF80口罩價格從每張500韓元在一天內直接翻倍為1000韓元一張。1月30日，某電子商務銷售Medichaeld KF94超細顆粒黃沙防疫口罩G30個裝售價為15萬韓元，相當於每張5000韓元。shude的KF94超細顆粒沙塵暴口罩10個裝價格為5萬韓元，相當於每張5000韓元。東亞製藥的黃沙口罩大型KF94每張售價為1200韓元。
韓國人民強烈批評政府向中國大陸捐贈300萬個口罩，政府解釋說：「口罩全部是中國留學校友聯會和武漢大學韓國校友會自發準備的。」意味是韓國政府幫助國內民間團體的捐贈。然而《中國證券報》2月4日發表了《海外掃蕩的防疫物資》的報導，寫著「中國口罩採購團在韓國瘋狂掃貨口罩。」中國媒體報導說，這是中國企業在韓國的壯舉。據中方報道，援助口罩從一開始就是由中方策劃。 1月24日，武漢大學企業家校友會擬定將韓國防疫物資運往中國的計劃。1月25日元旦採購團在韓國「瘋狂」採購物資。同一天，武漢大學官方微信也顯示相關訊息。
當時，韓國已經出現了口罩緊缺的現象，價格也水漲船高。武漢大學表示：「武漢交管局在臨時價格上升，韓國工廠供應中斷和違反合同等困難情況下購買到口罩，連金額上限都沒有考慮」，「韓國政府積極提供專機，中國也進行了援助。」意味著韓國政府在國內市場供應緊張時仍積極幫助中國大企業大量採購口罩。
然而2月4日，中華人民共和國外交部發言人華春瑩在例行記者會上僅對日本表示「非常感動」，並一一列舉了援助項目。韓國在5日才被提及。作為21個防疫物品支援國之一，他只提到了國名。一位熟悉口罩運送過程的人士說:「從中國的立場來看，韓國政府只是支援了用自己(中國人)錢購買的160萬張口罩，並不是能讓人感動的事情。」
韩国疫情于20日大爆發後，上海市人民政府通过韩国驻上海总领事馆向疫情严重的韩国大邱、庆北地区捐赠50万只口罩。

#### 空頭支票
2月26日，韓國政府公布27日起，透過藥店、郵局、農協、國營電視購物等公共銷售場所，會提供消費者每天350萬張口罩。
但根據《朝鮮日報》27日上午向農協、超市、郵局、藥局等政府指定的口罩銷售處確認結果，大部分銷售處還沒確保口罩數量。人民提早排隊買不到口罩，引發強烈不滿。《朝鮮日報》以「假新聞」批評政府沒有兌現承諾。
新村農協hanaro超市工作的某職員說:「在確保物量的情況下，政府強行要發表，但是連貨都沒有就說要出售，連買的人也不好意思。」

#### 口罩工廠停工
3月5日，口罩製造商和牙科用品零售商「eDent」發出公告，表示公司被要求把產量的80%直接提供給南韓政府單位「調達廳」；該公司還聲稱，政府要求把產量提高10倍，但只負擔約50%的生產成本。eDent表示由於政府的不公平政策，公司決定停產口罩。 

### 大邱遭汙名化
2月20日，韓國政府發表武漢冠狀病毒相關報道，標題命名為「政府啟動應對大邱冠狀(病毒19)泛特別對策支援團」。 對此，有人誤會政府將「新冠狀19」為「大邱冠狀(病毒)」。 部分網絡社區等出現了批判的聲音。有网络热评称：「政府說武漢肺炎這個詞助長了對中國大陸的厭惡感与歧视，所以改名叫冠狀19。但現在政府卻使用了大邱冠狀(病毒)来称呼」。
2月22日，韓國政府對失誤標記「大邱冠狀19」一事表示道歉。但是因為政府失誤，「大邱肺炎」、「大邱冠狀」等用語在SNS上擴散，人民對特定地區產生了偏見，有人主張政府助長了偏見。大邱政界強烈反對此說法。共同民主黨議員金富謙（大邱壽成區）在臉書發文：「部分媒體或網上流傳的『大邱肺炎』或『TK(大邱、慶北)肺炎』，對大邱進行了指責。」未來統合黨郭尙道議員（大邱中南區）當天在臉書上表示：「政府通過報道資料，就像大邱第一次發生冠狀病毒一樣，使用了『大邱冠狀病毒』的名稱。 相反，政府禁止使用以新冠狀病毒發源地—中國命名的『武漢肺炎』一詞」，「希望文在寅政府停止把特定地區作為新冠狀病毒災難的祭品的卑劣手段。」

### 中國留學生管理問題
2月24日，中國留學生為了遵守自主隔離時間，預計本週有1萬名留學生入境韓國。
在14天的隔離期間，即使中國留學生離開宿舍，在法律上和校規上也沒有辦法進行制裁。各大學要求沒有進入宿舍的學生不要外出。首爾某大學相關人士表示：「我們收到了中國學生不離開宿舍的承諾」;「學生違反指示時，可以按照宿捨生活規則進行處罰，但最高處罰是『取消宿舍』，所以沒有用」 其他大學負責人也表示：「中國留學生也是同樣的自由人，不能強制他們採取行動」。

### 隐私问题
2021年12月，韩国计划试点利用人工智能、面部识别技术及约10000个闭路摄像头来追踪冠病患者，监测其有无戴口罩并排查密切接触者。这一行为引发了对隐私的担忧。